# Alpine A110
Alpine A110 — сімейство спортивних автомобілів французького автовиробника Alpine, що виготовлялось з 1962 до 1977 рік. Протягом виробництва під капотом побували різні мотори об'ємом 1,1-1,6 л і потужністю 66-140 к.с. Автомобілі були створені як еволюція A108 Berlinetta і багато років успішно використовувалися в міжнародних перегонах і ралі. Найвідоміші успіхи: перемоги в ралі Монте-Карло, виграш в чемпіонаті Європи в ралі і чемпіонаті світу з ралі (в 1971 і 1973 роках).
Всього було виготовлено 7 176 автомобілі Alpine A110.

## Двигуни
| Назва               | Роки виробництва | Модель  | Двигун                | Тип    | Об'єм (см3) | Потужність (к.с.) |
| ------------------- | ---------------- | ------- | --------------------- | ------ | ----------- | ----------------- |
| A110 956            | 1963-1965        |         | R8                    | R8     | 956         | 55                |
| A110 1100 « 70 »    | 1964-1969        | 1100 VA | R8 Major              | 688    | 1 108       | 66                |
| A110 1100 «100»     | 1965-1968        | 1100 VB | R8 Gordini            | 804    | 1 108       | 95                |
| A110 1300 «Super»/S | 1966-1971        | 1300 VB | R8 Gordini            | 804    | 1 296       | 120               |
| A110 1300/1300 G    | 1967-1971        | 1300 VA | R8 Gordini 1300       | 812    | 1 255       | 103               |
| A110 1500           | 1967-1968        | 1500    | Lotus Europa база R16 | 697-04 | 1 470       | 82                |
| A110 1600           | 1969-1970        | 1600 VA | 16 TS                 | 807-24 | 1 565       | 92 - 102          |
| A110 V85/1300       | 1970-1976        | 1300 VC | 12 TS                 | 810-30 | 1 289       | 81                |
| A110 1600S          | 1970-1971        | 1600 VB | 16 TS                 | 807-24 | 1 565       | 138               |
| A110 1600S/SC       | 1972-1975        | 1600 VD | 16 TS                 | 844-32 | 1 605       | 140               |
| A110 1600SI         | 1973-1975        | 1600 VD | 17 TS injection       | 844-34 | 1 605       | 140               |
| A110 1600SX         | 1976-1977        | 1600 VH | 16 TX                 | 843    | 1 647       | 102               |